# La Première Femme qui passe
Pour plus de détails, voir Fiche technique et Distribution.
La Première Femme qui passe (La prima donna che passa) est un mélodrame historique italien réalisé par Max Neufeld et sorti en 1940. 

## Synopsis
Au XVIIIe siècle, à la cour de France, le Premier ministre Richelieu parie 1 000 écus à deux courtisans sur le fait qu'à minuit, il parviendra à conquérir la première femme qui passera à ce moment-là.
Gabriella de Verveine passe à ce moment-là, donnant au ministre la chance de gagner le pari.
Le lendemain matin, il sort de chez la jeune femme, mais il s'agit d'un coup monté : la femme qu'il a rencontrée est en fait la marquise de Prie, qui s'est substituée à Gabriella.
D'Aubigny, le fiancé de Gabriella, croit à l'adultère de sa bien-aimée et provoque en duel Richelieu, ministre en disgrâce, qui se repent, dit la vérité et permet la réconciliation des deux jeunes fiancés.

## Fiche technique
- Titre français : La Première Femme qui passe[1]
- Titre italien original : La prima donna che passa[2]
- Réalisateur : Max Neufeld
- Scénario : Alessandro De Stefani
- Photographie : Tino Santoni (it)
- Montage : Vincenzo Zampi
- Musique : Carlo Innocenzi
- Décors : Ottavio Scotti (it)
- Costumes : Fabrizio Carafa
- Production : Francesco Marturano, Carlo Della Posta, Ettore Rosboch
- Société de production : Italcine
- Pays de production :  Royaume d'Italie
- Langues originales : italien
- Format : Noir et blanc - 1,37:1 - Son mono - 35 mm
- Durée : 82 minutes
- Genre : Mélodrame historique
- Dates de sortie :
  - Royaume d'Italie : 26 octobre 1940

## Distribution
- Alida Valli : Gabriella
- Carlo Lombardi (it) : Richelieu
- Ninì Gordini Cervi : Marquise de Prie
- Giuseppe Rinaldi : d'Aubigny
- Achille Majeroni (it) : le Cardinal
- Lisa Varna
- Guillaume Barnabò : Duc de Prience
- Giuseppe Pierozzi (it) : Duc de Bourbon
- Diana Lante (it) (créditée sous le nom de « Giulia Dòmini ») : Madame Charolais
- Augusto Marcacci (it) : gouverneur
- Olinto Cristina (it) : Comte de Vervino
- Emilio Petacci : Lagrange
- Michele Malaspina (it) :